# Dicranomyia (Dicranomyia) guamicola
Dicranomyia (Dicranomyia) guamicola is een tweevleugelige uit de familie steltmuggen (Limoniidae). De soort komt voor in het Australaziatisch gebied.